# Charles University Innovations Prague
Charles University Innovations Prague a.s. (zkratka CUIP) je dceřinou společností Univerzity Karlovy, založenou pro uplatnění výzkumných výsledků, zejména vynálezů, jejímiž autory jsou vědečtí pracovníci či studenti univerzity, v praxi.

## Činnost
CUIP byla založena jakožto z univerzity vyčleněná agentura pro technologický transfer za účelem zrychlení a zefektivnění přenosu výsledků vědy a výzkumu, a to formou zastupování univerzity v jednáních s obchodními partnery z aplikační sféry o licencích či prodeji duševního vlastnictví. Jedním z modelů technologického transferu je také zakládání takzvaných spin-off společností. CUIP se vedle své primární role technologického transferu v rámci Univerzity Karlovy nyní věnuje také spolupráci na transferu z dalších akademických a vědeckých institucí.

## Struktura
CUIP vzniklo v roce 2018 jako společnost s ručením omezeným, přičemž jediným společníkem CUIP byla Univerzita Karlova. Původním jednatelem společnosti byl MUDr. Ivo Žídek (člen Rady pro komercializaci Univerzity Karlovy). Na činnost CUIP již od počátku dohlížela dozorčí rada, která byla ustavena nad rámec zákonných povinností, byla sedmičlenná a mezi její členy se řadil například kvestor Univerzity Karlovy.
Počínaje listopadem 2021 se CUIP přeměnilo na akciovou společnost, jejímž jediným akcionářem je Univerzita Karlova. Model akciové společnosti je monistický, přičemž předsedou správní rady je Mgr. Otomar Sláma, MBA, MPA, který byl do té doby ředitelem CUIP a je současně členem kolegia rektorky UK pro agendu technologického transferu, místopředsedou správní rady je Ing. Michal Pohludka, Ph.D., MBA, LL.M., který je současně jednatelem dvou univerzitních spin-off společností a dalším členem správní rady je Ing. Olena Povkhanych, původně provozní ředitelka CUIP. Dohledovým orgánem CUIP je nyní[kdy?] dozorčí komise navazující na původní dozorčí radu.

## Spin-off společnosti
- Aktuálně vlastněné CUIP
  - Charles Games s.r.o.[2] (vývoj a distribuce počítačových her a studentský inkubátor)[3][4]
  - GeneSpector s.r.o.[5] (vývoj a distribuce kitů pro diagnostiku virových onemocnění)[6][7]
  - Genespector Innovations USA, Inc. (americká odnož GeneSpector)
  - FlexiCare s.r.o. (implementace telerehabilitačních systémů)[8]
  - VDI Technologies Inc.[9] (vývoj systému v oblasti kardiostimulace)
  - VDI Technologies s.r.o. (česká odnož VDI Technologies)
  - FutureBooks s.r.o.[10] (služby v oblasti digitalizace publikací)
  - Tap2u s.r.o.[11] (platforma pro překlady a tlumočení)
  - CUIT s.r.o.[12] (služby v oblasti vývoje software)
  - Additive Appearance s.r.o.[13] (vývoj software pro 3D tisk)
- Exitované, změněné či likvidované
  - Genespector Innovations s.r.o. (vývoj a distribuce technologií pro lékařskou diagnostiku) – proběhla fúze s GeneSpector s.r.o. jako nástupnickou společností
  - LAM-X a.s. (vývoj nových světlem aktivovaných nanomateriálů)[14][15] – podíl CUIP byl odprodán ostatním akcionářům
  - Certifikační autorita Univerzity Karlovy z.ú. (prověřování výrobků z pohledu uživatelské přívětivosti v podmínkách výzkumu na Univerzitě Karlově) – probíhá likvidace